# Структура Корана
Коран состоит из 114 сур (глав), которые в свою очередь делятся на аяты (стихи). Количество аятов в сурах различно: от трёх (суры «аль-Аср», «аль-Каусар», «ан-Наср») до 286 (сура «аль-Бакара»).
За исключением первой по порядку суры («аль-Фатиха»), су́ры Корана организованы по убыванию их длины. Эта организация делает невозможным восстановление любой хронологии простым рассмотрением текста. Принято считать, что первой была ниспослана 96-я сура («аль-Алак»).

## Мекканские и мединские суры
Мусульмане верят, что Коран был ниспослан в два этапа: до и после хиджры (переселения из Мекки в Медину). Так возникли термины «мекканские суры» и «мединские суры».
Разделение сур на «мекканские» и «мединские» является прежде всего следствием стилистических и тематических соображений. Классификация по сурам в эти периоды основывается также на таких факторах, как длина стиха и  наличие либо отсутствие определённых ключевых слов или идей.

### Мекканские суры
Были ниспосланы в то время, когда мусульманская община — Умма — жила в Мекке (610—622), то есть до хиджры. Суры, ниспосланные во время хиджры (22 июля — 24 сентября 622 года), считаются мекканскими.
Мекканские суры, как правило, короче мединских, а также содержат относительно короткие аяты. Они расположены в основном в конце Корана.
Всего — 87.

### Мединские суры
Расположены в основном в начале и в середине Корана и, как правило, имеют больше аятов по количеству и длине. В связи с новыми обстоятельствами жизни Уммы в Медине эти суры чаще говорят о моральных принципах, законодательстве, борьбе за веру.
Всего — 27.

## Деление Корана для чтения
Для чтения по дням месяца (прежде всего — ночные чтения в Рамадан) Коран делится на 30 примерно равных частей — джузов (мн. ч. «аджза»). Каждый джуз, в свою очередь, делится на два хизба (мн. ч. «ахзаб»), которых всего 60. Каждый хизб делится на четыре руб аль-хизба (мн. ч. «рубу аль-хизб»).
Для чтения по дням недели Коран делится на семь примерно равных частей — манзилей (мн. ч. «маназиль»).